# مایکل اوهر (ورزشکار)
مایکل اوهر (انگلیسی: Michael Jerome Oher؛ زادهٔ ۲۸ مهٔ ۱۹۸۶) بازیکن سابق حرفه‌ای فوتبال آمریکایی اهل ایالات متحده آمریکا است که در لیگ ملی فوتبال (NFL) پست مقابله تهاجمی را داشت.
از باشگاه‌هایی که در آن بازی کرده‌ است می‌توان به تنسی تایتانز اشاره کرد.
زندگی‌نامه اوهر در مدت سال پایانی دبیرستان و سال نخست دانشگاه، یکی از موضوعات کتاب «نقطه کور: تکامل یک بازی» نوشته مایکل لوئیس در سال ۲۰۰۶ و در یک فیلم سینمایی اقتباسی سال ۲۰۰۹ به نام نقطه کور به صورت درام به تصویر کشیده شده است .

## اوایل زندگی
اوهر در ممفیس، تنسی به دنیا آمد؛ او یکی از ۱۲ فرزند دنیس اوهر بود. مادرش از اعتیاد به الکل و کراک کوکائین رنج می‌برد و پدرش، مایکل جروم ویلیامز، اغلب در زندان بود. او در دوران کودکی از توجه یا تربیت کمی برخوردار بود. وی پایه‌های اول و دوم را تکراری گذراند و در مدت ۹ سال نخست تحصیلش در یازده مدرسه مختلف تحصیل کرد. او در سن هفت‌سالگی به فرزندخواندگی (یا تحت سرپرستی) سپرده شد و بین زندگی در خانه‌های سرپرستی مختلف و دوره‌هایی از بی‌خانمانی در جابه‌جایی بود.